# Kościół Matki Bożej Częstochowskiej w Turośli
Kościół Matki Bożej Częstochowskiej w Turośli – rzymskokatolicki kościół parafialny zlokalizowany w miejscowości Turośl (powiat piski, województwo warmińsko-mazurskie). Funkcjonuje przy nim parafia Matki Bożej Częstochowskiej.
Wieś w XIX wieku zamieszkiwali przede wszystkim protestanci. W 1848 utworzono tutaj parafię ewangelicką. W tym samym roku wzniesiono świątynię. Parafię katolicką erygowano w 1962.
Czternaście scen Męki Pańskiej wraz z dekoracją roślinno-kwiatową pochodzących z kościoła (płótno nabite na deski) zostało przekazane do świątyni w Wieliczkach koło Olecka w 1949.
Dzieje kościoła opisał Wojciech Guzewicz w pracy Pisz i okolice. Studium historyczne kościołów i parafii dekanatu piskiego (2014).